# 데이비드 페이치
데이비드 페이치(David Paich, 1954년 6월 25일~)는 미국의 음악가이다.
토토의 일원으로, 토토 음악의 대부분은 데이비드 페이치 주도로 작곡된 것이다. 기타리스트 스티브 루카서와 공동작곡을 한 작품도 많다.